# Composto bioativo
Um composto bioativo é um composto que tem um efeito sobre um organismo vivo, tecido ou célula. No campo da nutrição os compostos bioativos distinguem-se dos nutrientes essenciais.  Enquanto os nutrientes são essenciais para a sustentabilidade de um corpo, os compostos bioativos não são essenciais, uma vez que o corpo pode funcionar adequadamente sem eles, ou porque os nutrientes exercem a mesma função. Mesmo assim, os compostos bioativos podem ter uma grande influência sobre a saúde.

## Origem e exemplos
Os compostos bioativos podem ser encontrados em vegetais e produtos de origem animal, mas também podem ser produzido sinteticamente. Exemplos de compostos bioativos de origem vegetal são os carotenóides e polifenóis (presentes nas frutas e hortaliças), e os fitoesteróis (presentes nos óleos). Exemplo de compostos bioativos de origem animal são os ácidos gordos, encontrados no leite e no peixe. Alguns exemplos de compostos bioativos são os flavonóides, cafeína, carotenóides, carnitina, colina, coenzima Q, creatina, dithiolthiones, fitoesteróis, polissacarídeos, fitoestrógenos, glucosinolatos, polifenóis, antocianinas  prebióticos e taurina.

## Saúde
Os vendedores de substâncias bioativas, muitas vezes, atribuem-lhes benefícios para a saúde, mas até agora há insuficiente investigação sobre a eficácia e segurança destas substâncias no uso a longo prazo ou em quantidades que excedem os níveis normais de consumo. Além disso, alguns flavonóides têm demonstrado influenciar os efeitos dos medicamentos. No entanto, está demonstrado que alguns compostos bioativos atuam como um antioxidantes. Como os compostos bioativos não são essenciais, os conselhos sobre a ingestão diária estas substância não estão regulamentados.